# Medalia Regală pentru Loialitate
Medalia Regală pentru Loialitate (prima versiune având numele de Medalia Regele Mihai I pentru Loialitate) este o medalie acordată de Casa Regală a României, al cărei șef actual este Majestatea Sa Margareta, Custodele Coroanei. Odată cu decesul Regelui Mihai I, la 5 decembrie 2017, prima versiune a devenit inactivă. La data de 30 decembrie 2017, se instituie Medalia Regală pentru Loialitate, continuatoare a tradiției Medaliei Regelui Mihai I pentru Loialitate, instituită la 10 mai 2008.
Medalia Regală pentru Loialitate se acordă membrilor merituoși ai Casei Majestății Sale și colaboratorilor acesteia cu o activitate de peste cinci ani, atât din țară, cât și din străinătate. De asemenea, poate fi oferită unor personalități din România și din lume. 
Această distincție reprezintă un semn de prețuire din partea Majestății Sale Custodelui Coroanei față de cei care au demonstrat loialitate și încredere în destinul Familiei Regale a României. Cei distinși s-au implicat activ în sprijinirea valorilor promovate de Coroană, adeseori depunând eforturi considerabile sau făcând sacrificii personale.
Medalia este acordată unui număr de cel mult 250 de personalități în viață, din România sau din afara țării. Printre destinatari se numără membri ai Casei Majestății Sale, reprezentanți ai societății civile, ai mediului politic și economic, ai culturii sau ai diplomației, precum și organizații naționale și internaționale. Medalia Regală pentru Loialitate poate fi conferită atât persoanelor fizice, cât și instituțiilor sau organizațiilor care au contribuit semnificativ la promovarea principiilor și activității Familiei Regale. 
Posesorii Medaliei vor sărbători anual această distincție pe 8 noiembrie, de Sfinții Mihail și Gavril, continuând astfel tradiția Medaliei Regele Mihai I pentru Loialitate. Medalia Regală pentru Loialitate se poartă la ocazii speciale, alături de ținute formale. 
Bărbații o pot purta la costum închis, smoking sau frac, iar doamnele, la taior cu sau fără pălărie, rochii de zi sau de seară. Medalia nu este destinată purtării la ținute casual sau sport. Angajații și colaboratorii Casei Majestății Sale care au primit această distincție o pot purta în cadrul evenimentelor oficiale organizate la Palatul Elisabeta, Castelul Peleș, Castelul Pelișor, Castelul Săvârșin sau în orice altă reședință regală, din România sau din străinătate.

## Descriere
Versiunea actuală a medaliei, acordată de Majestatea Sa Margareta, Custodele Coroanei (2017 - prezent), este realizată din bronz masiv având o formă circulară. Placa este decorată cu frunze de laur, purtând deasupra o coroană regală și o panglică verticală, de culoare albastru regal, cu marginile aurii. Pe avers, decorația reprezintă profilul Majestății Sale Custodelui Coroanei, încadrat de înscrisul „Medalia Regală pentru Loialitate” și frunze de laur; pe revers, decorația are Stema Mare a Casei Regale (varianta purtătoare de Coroană la anou), înconjurat de același cordon din frunze de laur Decorația are 32×32 mm, iar coroana are 20x20mm. Panglica dublă verticală este aceeași pentru bărbați și femei. Decorația se prinde cu ac, precum broșa, la piept, în partea stângă.    

Versiunea anterioară a medaliei, acordată pe timpul vieții Regelui Mihai I (2008 - 2017), era realizată din bronz masiv având o formă circulară. Placa era decorată cu frunze de laur, purtând deasupra o coroană regală și o panglică verticală, de culoare albastru regal, cu marginile aurii. Pe avers era gravat profilul Regelui Mihai I, încadrat de textul „Medalia Regele Mihai I pentru Loialitate” și două frunze de laur, iar pe revers era gravat cifrul personal al regelui având 4 coroane mici, totul fiind înconjurat de frunze de laur. Panglica a fost aceeași atât pentru bărbați cât și pentru femei.

## Persoane, instituții și organizații decorate
Medalia Regele Mihai I pentru Loialitate
Anul 2008
1. ✝ Elisabeta Dragomirescu
2. Doamna Despina Ciolca
3. Domnul Dan Lazăr
4. Domnul Cătălin Popescu
5. Doamna Alexandra Arnăutu
6. Domnul Cornel Comșa
7. Domnul Ioan-Luca Vlad
8. Domnul Ștefan Câlția
9. ✝ Mihai Creangă
10. Domnul David Baxter
11. Domnul Valentin Popescu
12. Doamna Marilena Rotaru
13. Domnul Sergiu Stelian Iliescu
14. Doamna Sultana Maria Gagea
15. Doamna Viorica Andrițoiu
16. Domnul Petre Culcer
17. Domnul Filip-Lucian Iorga
18. Domnul Horia Bucur
19. Doamna Ana Maria Străin
20. Domnul Alexandru Muraru
21. Domnul Andrei Muraru
22. Domnul Radu Vulcu
23. Domnul Bogdan Rodion
24. Doamna Anca Spânu Tudor
25. Doamna Misa Cherana
26. ✝ Domnul Nicolae Filis
27. Domnul Alexandru Cărăușu
28. Domnul Dorin Boilă
29. Domnul Oliviu Selesan
30. Domnul Constantin Marțian
31. Domnul Liviu Victor Sabău
32. Domnul Dragoș Cotarcea
33. Domnul Ioan Popa
34. Domnul Mircea Bobora
35. Domnul Mihai Rohan
36. Doamna Irina Ricci
37. Domnul Dominique Chaillou (Franța)
38. Domnul Alain Morvan (Elveția)
39. Doamna Anne-Marie Martin (Anglia)
40. Doamna Corine Féry – von Arx (Franța)
41. Doamna Simona Vrăbiescu-Kleckner
42. Avocata Ileana Bushi (Elveția)
43. Doamna Lenuța Lupu
44. ✝ Anca Ionescu-Putna (Elveția)
45. Doamna Lidia Toher (Anglia)
46. Domnul Yves de Franciosi (Franța)
47. ✝ Andrew Kelly (Anglia)
48. Doamna Samantha Popper (Anglia)
49. Doamna Maria Constandache
Anul 2009
52. Avocat Mira Cottier-Lukas (Elveția)
53. Doamna Doina Crângașu
54. Doamna Roxana Tache
55. Domnul Dan Geicu
56. Doamna Marie-Louise Stoicescu
57. Doamna Nicoleta Tăbăcelea
58. Doamna Elena Ignat
59. Domnul Ion Ignat
60. ✝ Cristina Parii
61. Domnul Sebastian Brînzaș
62. Doamna Viorica Luciana Călin
63. Domnul Adelin Adrian Buga
64. Domnul Michael Schmidt
65. ✝ Domnul Constantin Simirad
66. Domnul Gheorghe Pleș
67. Domnul Nicolae Dragu
68. Domnul Ioan Vodicean
69. Doamna Lia Lucia Epure
Anul 2010
70. Domnul Jean-Michel Aubrun (Franța)
71. Domnul Hervé Michel-Dansac (Franța)
72. Domnul Iosif Farkaș
73. ✝ Ion Deaconu
74. Academicianul Nicolae Noica
75. Doamna Maria Țoghină
76. ✝ Michael Shafir
77. Domnul Gabriel Badea-Păun
78. Doamna Diana Mandache
79. Domnul Adrian-Silvan Ionescu
80. ✝ Denise Theodoru
81. ✝ Dan Stuparu
82. Domnul Ștefan Siacovici
83. Domnul Aurel Brazda
84. ✝ Constantin Visalon-Radu
85. Domnul Alexandru-Grigore Pisoschi
86. Domnul Petru Nechita
87. Domnul Silviu Petrescu
88. Doamna Mărioara Predusca
89. Domnul Ștefan Stoica
90. Domnul Roman Marinescu
91. Domnul Flavius Cicort
92. Domnul Octavian Miclea
93. Domnul Vasile Chifor
94. Doamna Corina Moldovan
95. Doamnei Sandra Gătejeanu
96. Domnul Radu Ghină
97. Domnul Florin Seușan
98. Domnul Bogdan Șerban-Iancu
99. Domnul Wilfried H. Lang (Germania)
100. Institutul de Antropologie dr. „Francisc I. Rainer”
101. Domnul Valerian Stan
102. Domnul Codrin Ciubotaru
Anul 2011
103. Domnul Mihai Anghel
104. Domnul Cornel Codiță
105. Doamna Silvia Radu
106. Doamna Pamela Rațiu-Rousseau
107. Doamna Tatiana Koprol (Slovenia)
108. ✝ Oscar Berger
109. Domnul Flavius Boncea
110. Doamna Libby Gitenstein (SUA)
111. Domnul Eduard Petrescu
112. Doamna Camelia Șucu
113. ✝ Nicolae Licareț
114. Doamna Jeri Guthrie-Corn (SUA)
115. Domnul Mihai Firică
116. Doamna Camelia Csiki
117. Doamna Mioara Simcelescu
118. Doamna Alice Bourbon (Elveția)
119. Domnul Denis Emery (Elveția)
Anul 2012
120. Ambasadorul Theodor Paleologu
121. Domnul Puiu Hașotti
122. Domnul Cătălin Ionescu-Arbore
123. Doamna Eugenia Ilie
124. Inginer Elena Drambei
125. Doamna Anca Mitu
126. Doamna Diana Zotescu
127. Domnul Alexandru Rusu
128. Domnul Luca Niculescu
129. ✝ Cristina Țopescu
130. Doamna Mihaela Rădulescu
131. Domnul Marius Oprea
132. Domnul Dan Horațiu Buzatu
133. Domnul Theodor Brașoveanu
134. ✝ Daniel Ștefănescu
135. Domnul Ioan Postolache
136. Domnul Dan Coderman
137. ✝ Colonelul Mircea Suciu
138. Doamna Tincuța Cudinov
139. Doamna Mihaela Bobora
140. Doamna Cornelia Anghel
141. Domnul Lucian Indrieș
142. Doamna Andreea Buga
143. Domnul Andras Istvan Demeter
144. Domnul Guy Pochelon (Elveția)
145. Domnul Ernest Oberlander-Târnoveanu
146. Doamna Paula Popoiu
147. Doamna Iren Arsene
148. ✝ Radu Coroamă
Anul 2013
149. ✝ Iustin Liuba (SUA)
150. Domnul Nicolae Pepene
151. Domnul Costin Semen
152. Domnul Radu Grațian Ghețea
153. Părintele Marcel Răduț Seliște
154. Doamna Carmen Tănase
155. Domnul Ștefan Ion
156. Domnul Tiberiu Dekany
157. ✝ Artur Chomiuc
158. Doamna Silvia Zimmerman (Germania)
158. Domnul Decebal Rădulescu
160. Doamna Petruța Cristea
161. Doamna Dorina Dumitru
162. Doamna Georgeta Tucă
163. Doamna Nicoleta Ifrim
Anul 2014
163. Domnul Yusai Shokoin (Japonia)
164. Domnul Valentin Tănase
165. ✝ Justin Capră
166. Doamna Irina Schrotter
167. Domnul Grigore Arsene
168. Profesorul Avionam Șafran (Elveția)
169. Lady Francesca Crotcetta (Marea Britanie)
170. Doamna Oana Demetriade
171. Domnul Mihai Demetriade
172. Camerata Regală
Anul 2015
173. Doamna Patricia Klecanda (SUA)
174. Doamna Corina Motts-Roberts (Elveția)
175. Domnul Mugurel Mărgărit
176. Maica Mihaela, Mitropolia Banatului
177. Domnul Claudiu Pădurean
178. Domnul Daniel Angelescu
179. Domnul Gabi Dumitru
180. Domnul Gabriel Boca
181. Doamna Ramona Igret
182. Domnul Cătălin Șerban
183. Gimnaziul Regele Mihai din Cimișeni (Republica Moldova)
184. Maica Macrina Mitropolia Banatului
Anul 2016
184. Domnul Mihai Covrig
185. Domnul Mihai Kovacs
186. Doamna Lidia Voicu
187. Doamna Raluca Stratulat
188. Părintele paroh Călin Mădăluță
189. Maica Pahomia Mitropolia Europei de Vest și Meridionale
Anul 2017
190. Domnul Liviu Cabaua
191. Doamna Lăcrămioara Stratulat
192. Doamna Magda Popoviciu-Paul
193. Domnul Leonard Popovici-Chelaru
194. Doamna Daniela Calafeteanu
195. Dr. Laura Strat (Franța)
196. Dr. Sorin Strat (Franța)
197. Domnul Alistair Yan Blyth

Medalia Regală pentru Loialitate
Anul 2018
198. Corul Regal
199. Domnul Mircea Ștefan
200. ✝ Valentin Brânzilă
201. Domnul Iulian Ene
202. Domnul Daniel Popescu
203. Domnul Bogdan Arnăutu
204. Domnul Iulian Rusanovschi
205. Doamna Elena Vijulie
206. ✝ Domnul Mihai Gânj
207. Domnul Fady Chreih
208. Dr. Wargha Enayati
209. Asociația Tradiția Militară
Anul 2019
210. Domnul Daniel Șandru
Anul 2020
211. Domnul Tudor Vișan-Miu
212. Domnul Aurel V. Zgheran
213. Colegiul Economic A.D. Xenopol din București
214. Colecgiul Național Liceal Alexandru Odobescu din Pitești
215. Colegiul Național Calistrat Hogaș din Piatra Neamț
216. ✝ Domnul Constantin Herțoiu (veteran, 106 ani)
Anul 2021
217. Ateneul Național din Iași
218. Liceul Academic de Arte din Chișinău (Republica Moldova)
219. Doamna Marlene Eilers-Koenig (SUA)
220. Domnul Ion Tucă
Anul 2022
221. Domnul Vadim Crețu
222. Dr Gabriela Sârcă
223. Dr Daniela Sichitiu
224. Domnul Marek Sobola (Slovacia)
225. Domnul Silviu Matei
226. Doamna Cristina Ionescu
227. Domnul Ion M. Ioniță
228. Doamna Alexandra Sima
229. Doamna Mariana Sima
230. Doamna Diana Tocitu
231. Doamna Corina Bedreagă
232. Dr. Dorina Nowak
233. Dr. Karl-Ernst Nowak
234. Domnul Ovidiu Nahoi
Anul 2023
235. Domnul Mihai Bașturea
236. Domnul Adrian Măniuțiu
237. Domnul Marian Ilie
238. Domnul Gabriel Ion
239. Domnul Andrei Apreotesei
240. Domnul Cornel Jurju
241. Doamna Bianca Pădurean
Anul 2024
242. Domnul Adrian Neamț
243. Domnul Claudiu Petringenaru
244. Doamna Diana Ilica
245. Domnul Daniel Obreja
246. Lt Col Patrick Luca
247. Domnul Nicolae Dobre
248. Domnul Alexandru Machedon
249. Avocat Noel Negrea
250. Batalionul 30 Vânători de Munte „Posada”
Anul 2025
251. Doamna Natalia Damian
252. Doamna Maria Petre
253. Doamna Iulia Tălpescu